# Rue Vineuse
La rue Vineuse est une voie du 16e arrondissement de Paris, située à proximité immédiate du palais de Chaillot et des jardins du Trocadéro.

## Situation et accès
La rue Vineuse, longue de 350 mètres et large de 9,6 mètres en moyenne, croise en son milieu la rue Scheffer. Elle est desservie par les lignes 6 et 9 à la station Trocadéro et par la ligne 6 à la station Passy.

## Origine du nom
La rue doit son nom à la présence d'un ancien vignoble qui appartenait aux Frères du couvent des Minimes de Chaillot, dont l'église et le monastère étaient situés entre les actuelles rues Beethoven, Chardin et le boulevard Delessert.

## Historique

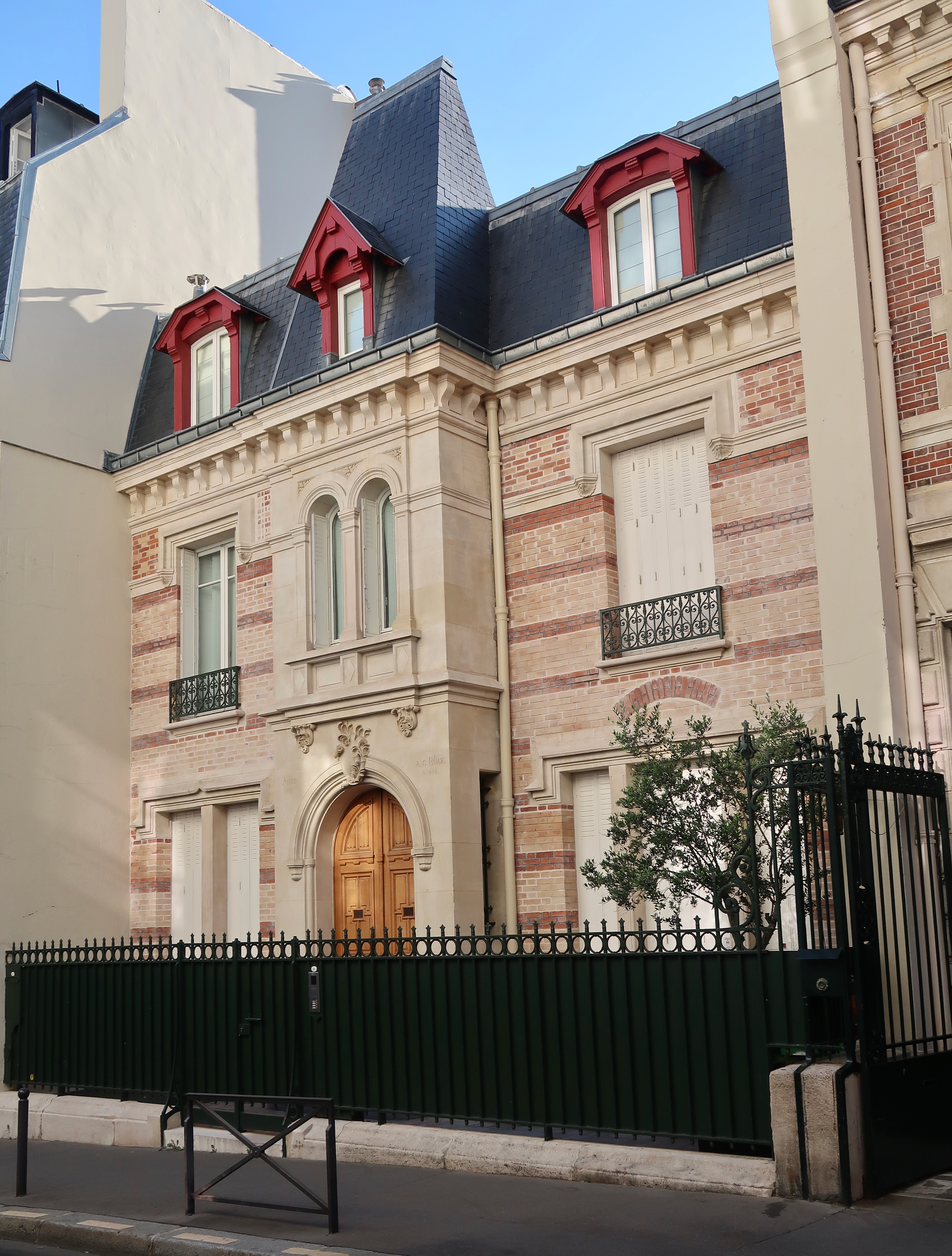
No 21.

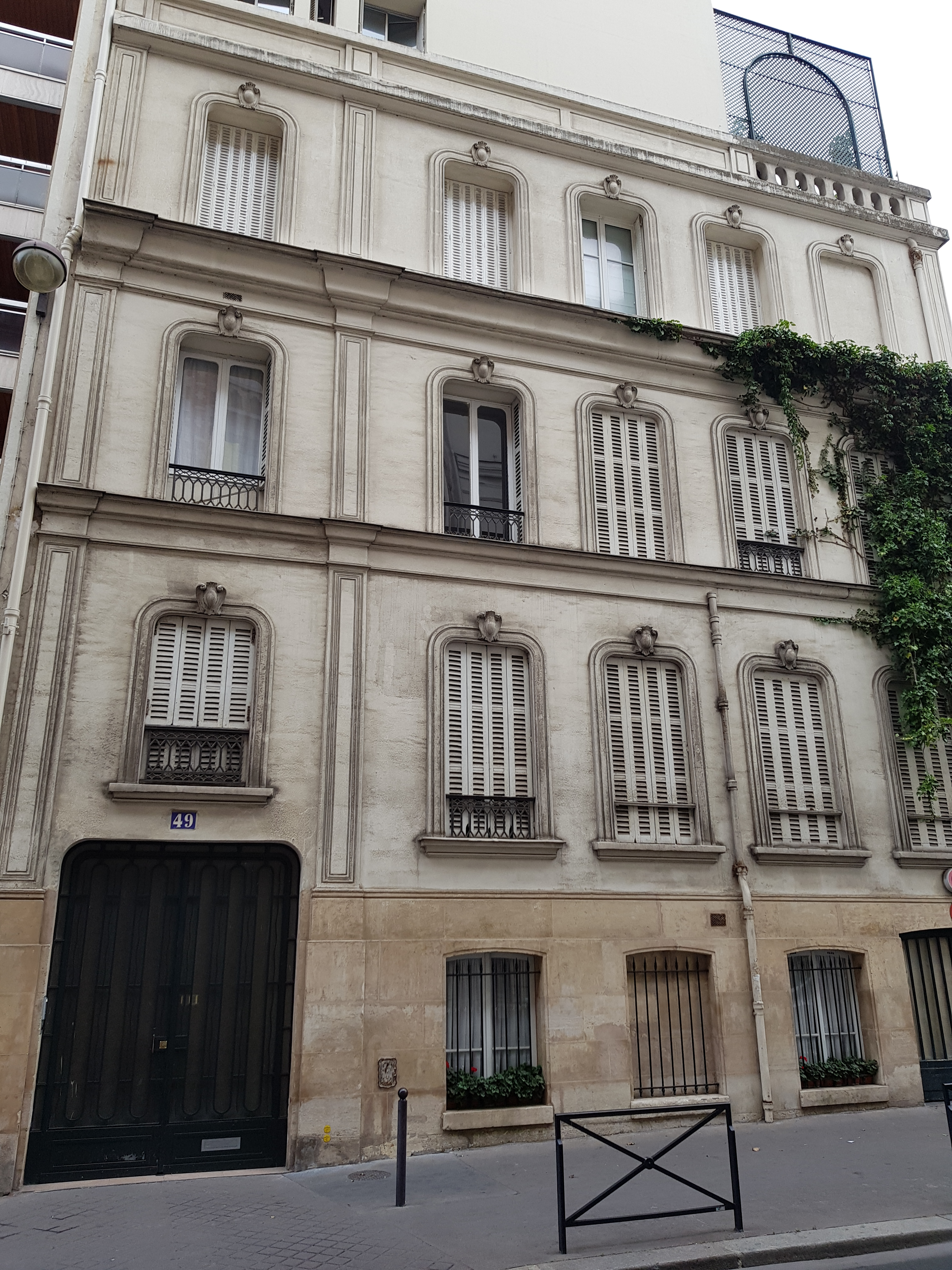
No 49.

Tracée en 1614, cette rue de l'ancienne commune de Passy est indiquée sur le plan de Roussel de 1730.
Elle longeait le domaine du couvent des Visitandines de Chaillot et constituait jusqu'à la fin du XVIIIe siècle avec la rue de la Montagne, actuelle rue Beethoven, une des deux liaisons principales du bois de Boulogne et du village de Passy avec la ville de Paris.
Lorsqu’il partait chasser au bois de Boulogne, le roi Louis XIII avait coutume de se rendre dans cet établissement religieux pour s’y désaltérer.
Elle est rattachée à la voirie parisienne par le décret du 23 mai 1863.
Le 27 septembre 1914, durant la première Guerre mondiale, la rue Vineuse est bombardée par un raid effectué par des avions allemands.

## Bâtiments remarquables et lieux de mémoire

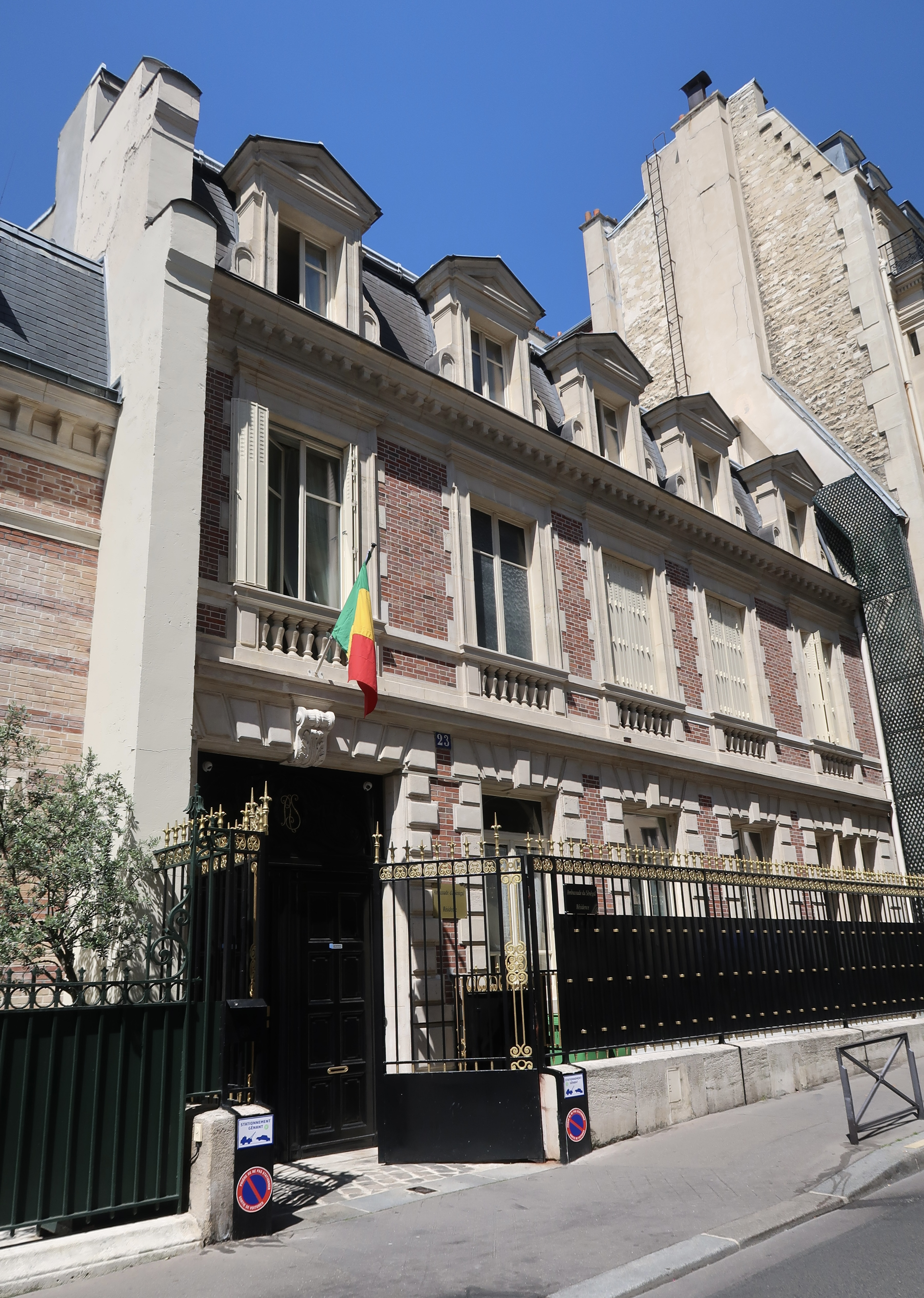
Résidence de l'ambassadeur du Sénégal en France au no 23.

Plusieurs personnalités ont résidé dans la rue :
- no 20 : le prince Antoine Bibesco, diplomate roumain proche des écrivains Marcel Proust et Paul Morand[6], habita à l'angle de la rue Scheffer et son frère, Emmanuel Bibesco, au 14, rue Vineuse[7] ;
- no 21 : le chansonnier et poète du XIXe siècle Pierre-Jean de Béranger y vécut entre 1841 et 1847[8] ;
- no 23 : résidence de l'ambassadeur du Sénégal ; initiales « R S » en haut du portail ;
- no 24 : la cantatrice Emma Bardac, seconde épouse du compositeur Claude Debussy, y est décédée le 20 août 1934 ;
- no 28 : siège de la fondation Brigitte-Bardot ;
- no 30 (ancien no 20) : fort différent du no 28, bien que du même architecte (E. Bouvier). Grandes initiales « L E » au premier. Petite statuette de fillette au-dessus du no 30 ;
- no 49 : trois académiciens, le romancier Marcel Prévost[9], le journaliste André Chaumeix[10] et l'écrivain Jacques de Lacretelle[11] y habitèrent, ainsi que, dès 1871, le maréchal de France Patrice de Mac-Mahon[8],[12], futur président de la République. Le poète et romancier Pierre Louys y vécut également, comme l'atteste son papier à lettres[13] ;
- la psychanalyste Françoise Dolto associe un souvenir d'enfance à la rue Vineuse, dans son autobiographie[14],[15] ;
- le journaliste Jacques Chancel (né Joseph Crampes) y a vécu ;
- l'actrice Catherine Deneuve y a habité dans les années 1960, avec son mari le réalisateur Roger Vadim[16],[17].

### La rue Vineuse dans la littérature
La rue est évoquée dans Une page d'amour d’Émile Zola et Un jeune homme seul de Roger Vailland.

« Murs de jardins, deux ou trois beaux hôtels (...) la pluie rose des marronniers sur les trottoirs (...) à peine trois boutiques, calme de province. Large, propre, avec trottoirs pavés. Jardins pleins d'iris, de pivoines, de plantes retombant pardessus les murs, lilas, faux ébéniers »

— Émile Zola, Carnets d'enquêtes
Dans Les Dents du tigre, Maurice Leblanc décrit la rencontre de son héros Arsène Lupin et du président du Conseil Valenglay au domicile de ce dernier, rue Vineuse. 
L'écrivain Patrick Modiano, prix Nobel de littérature 2014, situe dans la rue Vineuse l'épilogue de son roman Accident nocturne dans le bar-restaurant Vol de nuit. Une partie de l'intrigue d'un autre roman de Modiano, Des inconnues, se déroule dans un appartement situé dans cette rue.